# Kamanje
Kamanje ist eine Gemeinde der Gespanschaft Karlovac in Zentralkroatien.

## Lage
Der Ort liegt auf der Route Karlovac über Ozalj Richtung Metlika unweit der slowenischen Grenze, welche im Zuge des Baus der Eisenbahnlinie vor dem Ersten Weltkrieg gebaut wurde. Die Gemeinde hat 891 Einwohner (Stand 2011). Hervorgegangen ist diese aus der kroatischen Neuordnung der Gemeinden im Jahre 2003.

## Geschichte
Kamanje selbst wurde im 15. Jahrhundert gegründet. Im Laufe der Zeit siedelten sich immer mehr Bauern aus den umliegenden Tälern dort an und so entstand eine große Siedlung.  Zur Gemeinde gehören heute die Ortschaften Brlog, Mali Vrh, Preseka, Orljakovo und Restovo.
Die Gemeindekirche Sveta Marija ist der heiligen Jungfrau Maria gewidmet und wurde im Jahr 1889 auf einer Anhöhe in der Mitte des Ortes im neugotischen Stil errichtet. Es ist ein einschiffiges Gebäude mit einem schmalen, polygonalen Altarraum und einem Glockenturm über der Hauptfassade. Die schönen Fresken im Inneren wurden 1895 angebracht. Seit mehr als zwei Jahrhunderten findet eine jährlich wiederkehrende Prozession im September am Namenstag der heiligen Jungfrau Maria statt, zu der Pilger aus Kroatien und dem benachbarten Slowenien anreisen.

## Besonderheiten
Eine Besonderheit ist die am Ortsrand von Kamanje gelegene Höhle Vrlovka, ein geomorphologisches Naturdenkmal. Diese ist unter den Forschern sehr bekannt, da sie bereits vor über 1000 Jahren von Ureinwohnern als Zufluchtsort benutzt wurde. In Zeiten mit viel Regen kann man das abfließende Wasser als kleine Bäche bewundern. Die Gesamtlänge ist über 400 m und fast komplett (330 m) für die Touristen zugänglich.
Der Wanderweg Vrlovka – Vodenice von der Höhle bis zum Berg Vodenice mit 537 m Höhe.
Der Wanderweg beansprucht ca. 2½ Stunden.